# Kirchenburg Deutsch-Kreuz
Die Kirchenburg Deutschkreuz (rumänisch Biserica fortificată) befindet sich in Criț (Deutsch-Kreuz) in der Region Siebenbürgen in Rumänien.

## Geschichte
Eine Kirche ist erstmals für 1270 belegt. Anfangs gehörte der Ort zum Kloster Kerz, dann dem Schäßburger Stuhl, was aber erst 1863 endgültig entschieden wurde. Im 16. Jahrhundert sind Bauarbeiten an Kirche und Burg belegt. Die mittelalterliche, dem Heiligen Kreuz geweihte Kirche wurde 1810 abgetragen und durch die heutige klassizistische Saalkirche ersetzt.

## Baubestand
Die Kirchenburg steht im Nordwesten des Dorfzentrums. Die Wehrmauer ist 7–8 m hoch und war durch fünf Türme verstärkt, von denen vier erhalten sind. Der ruinöse Südturm war der frühere Eingang zur Anlage, der mit einem Fallgatter gesichert war. Heute gelangt man über den Ostturm in die Anlage. Im nördlichen Bereich des Berings wurden im 16. Jahrhundert Zwinger, Parch genannt, angebaut, in denen man bei Belagerung das Vieh hielt. Ein dritter Zwinger im Süden wurde im 18. Jahrhundert angefügt.

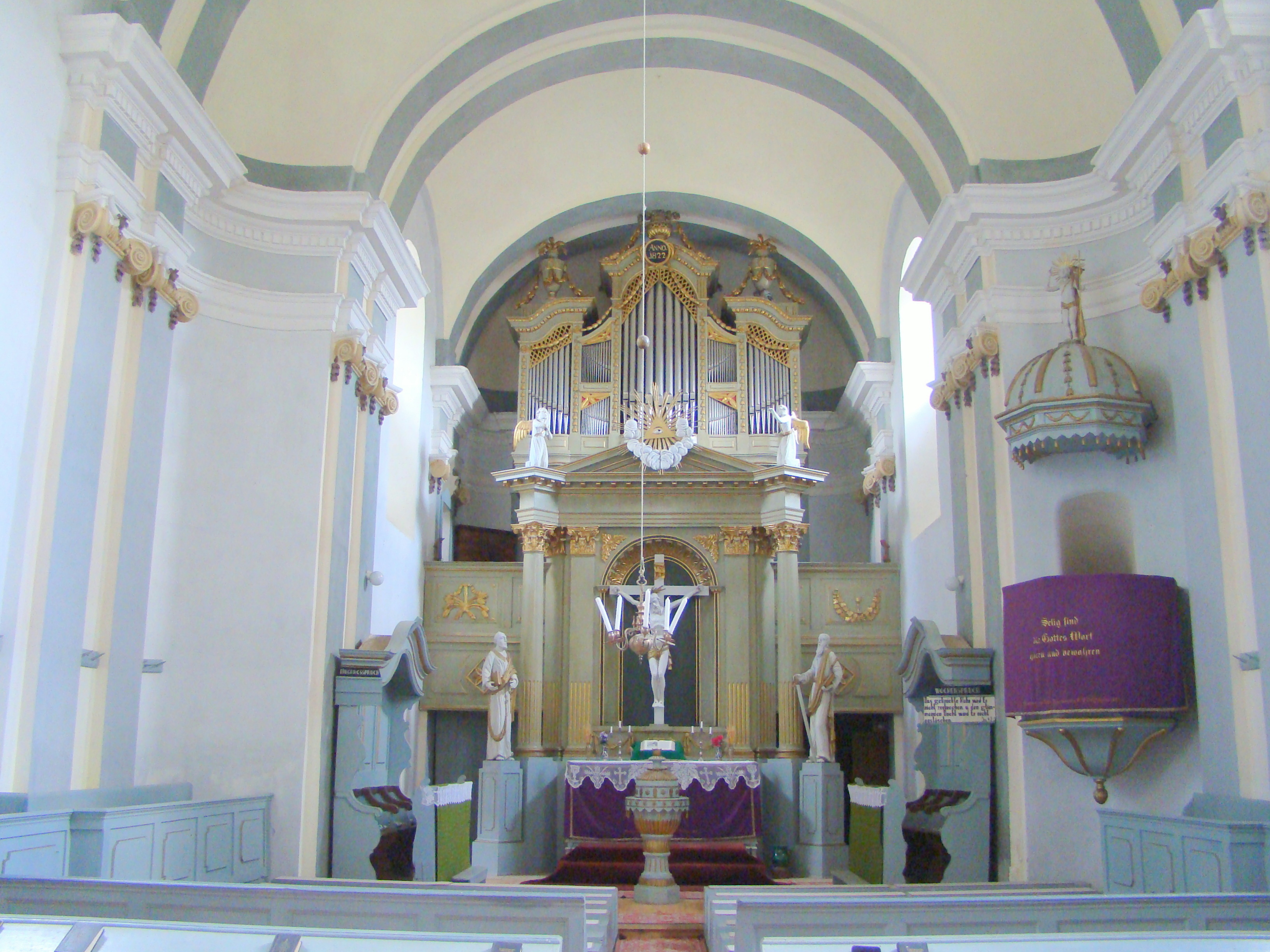
Blick auf Orgelaltar und Kanzel

### Kirche
Die Kirche gehört zur Evangelischen Kirche Augsburgischen Bekenntnisses in Rumänien. Die geräumige, zweijochige Saalkirche ist von einem Kappengewölbe über Doppelpilastern gedeckt. Der Chor ist schmaler und von Segelgewölbe gedeckt, das Gestühl ist auf 1792 datiert, Altar und die Kanzel stammen von 1722. In der Westfront ist der schlanke Kirchturm mit spitzem Turmhelm hochgezogen.

### Orgel
Die Orgel befindet sich über dem Altar und ist in dessen Aufbau integriert. 1813 wurde sie von Johann Thois gebaut, 1822 gemeinsam mit dem Altar vergoldet und 1908 vom Orgelbauer Karl Einschenk renoviert. Spätestens ab 2010 war die Orgel nicht mehr spielbar. 2013 konnte sie dann durch die Honigberger Orgelwerkstatt komplett restauriert werden. Sie verfügt über 18 Register auf zwei Manualen und Pedal.

## Nachweise
1. ↑  orgel-information.de (Portal der Königin): Die Orgel der Kirche in Deutsch-Kreuz (Criț) in Siebenbürgen (Rumänien)
2. ↑  Orgeldatei der Evangelischen Kirche A.B. in Rumänien: Deutschkreuz / Criţ / Szászkeresztúr